# Steele County (Minnesota)
Das Steele County ist ein County im US-amerikanischen Bundesstaat Minnesota. Im Jahr 2020 hatte das County 37.406 Einwohner und eine Bevölkerungsdichte von 33,6 Einwohnern pro Quadratkilometer. Der Verwaltungssitz (County Seat) ist Owatonna.

## Geografie
Das County liegt im Südosten Minnesotas und wird von Süden nach Norden vom Straight River durchflossen, einem Nebenfluss des in den Mississippi mündenden Cannon River. Das County ist im Süden etwa 50 km von Iowa entfernt und hat eine Fläche von 1119 Quadratkilometern, wovon sieben Quadratkilometer Wasserfläche sind. An das Steele County grenzen folgende Nachbarcountys:
|               | Rice County     |              |
| Waseca County |                 | Dodge County |
|               | Freeborn County | Mower County |

## Geschichte
Das Steele County wurde am 20. Februar 1855 aus Teilen des Blue Earth County, Le Sueur County und dem Rice County gebildet. Benannt wurde es nach Franklin Steele (1813–1880), einem der ersten weißen Siedler in Minnesota.
Ein Ort im Steele County hat den Status einer National Historic Landmark, die National Farmer’s Bank of Owatonna. Zwölf Bauwerke und Stätten des Countys sind insgesamt im National Register of Historic Places eingetragen (Stand 31. Januar 2018).

## Demografische Daten
Nach der Volkszählung im Jahr 2010 lebten im Steele County 36.576 Menschen in 14.053 Haushalten. Die Bevölkerungsdichte betrug 32,9 Einwohner pro Quadratkilometer. In den 14.053 Haushalten lebten statistisch je 2,55 Personen.
Ethnisch betrachtet setzte sich die Bevölkerung zusammen aus 94,8 Prozent Weißen, 2,8 Prozent Afroamerikanern, 0,3 Prozent amerikanischen Ureinwohnern, 0,9 Prozent Asiaten sowie aus anderen ethnischen Gruppen; 1,2 Prozent stammten von zwei oder mehr Ethnien ab. Unabhängig von der ethnischen Zugehörigkeit waren 6,5 Prozent der Bevölkerung spanischer oder lateinamerikanischer Abstammung.
26,1 Prozent der Bevölkerung waren unter 18 Jahre alt, 59,3 Prozent waren zwischen 18 und 64 und 14,6 Prozent waren 65 Jahre oder älter. 50,5 Prozent der Bevölkerung war weiblich.

Das jährliche Durchschnittseinkommen eines Haushalts lag bei 57.290 USD. Das Pro-Kopf-Einkommen betrug 26.114 USD. 8,8 Prozent der Einwohner lebten unterhalb der Armutsgrenze.

## Ortschaften im Steele County
Citys
- Blooming Prairie1
- Ellendale
- Medford
- Owatonna

Unincorporated Communities
| - Bixby - Hope - Litomysl | - Moland2 - Pratt |

1 – teilweise im Dodge County

2 – teilweise im Rice County

## Gliederung
Das Steele County ist in neben den vier Citys in 13 Townships eingeteilt:
| Township                  | Einwohner (2010) | FIPS     |
| ------------------------- | ---------------- | -------- |
| Aurora Township           | 574              | 27-02890 |
| Berlin Township           | 519              | 27-05374 |
| Blooming Prairie Township | 430              | 27-06598 |
| Clinton Falls Township    | 351              | 27-12052 |
| Deerfield Township        | 517              | 27-15256 |
| Havana Township           | 570              | 27-27638 |
| Lemond Township           | 501              | 27-36386 |
| Medford Township          | 813              | 27-41444 |
| Meriden Township          | 621              | 27-41750 |
| Merton Township           | 348              | 27-41840 |
| Owatonna Township         | 609              | 27-49318 |
| Somerset Township         | 732              | 27-61150 |
| Summit Township           | 466              | 27-63364 |